# Kerkhoffhaus

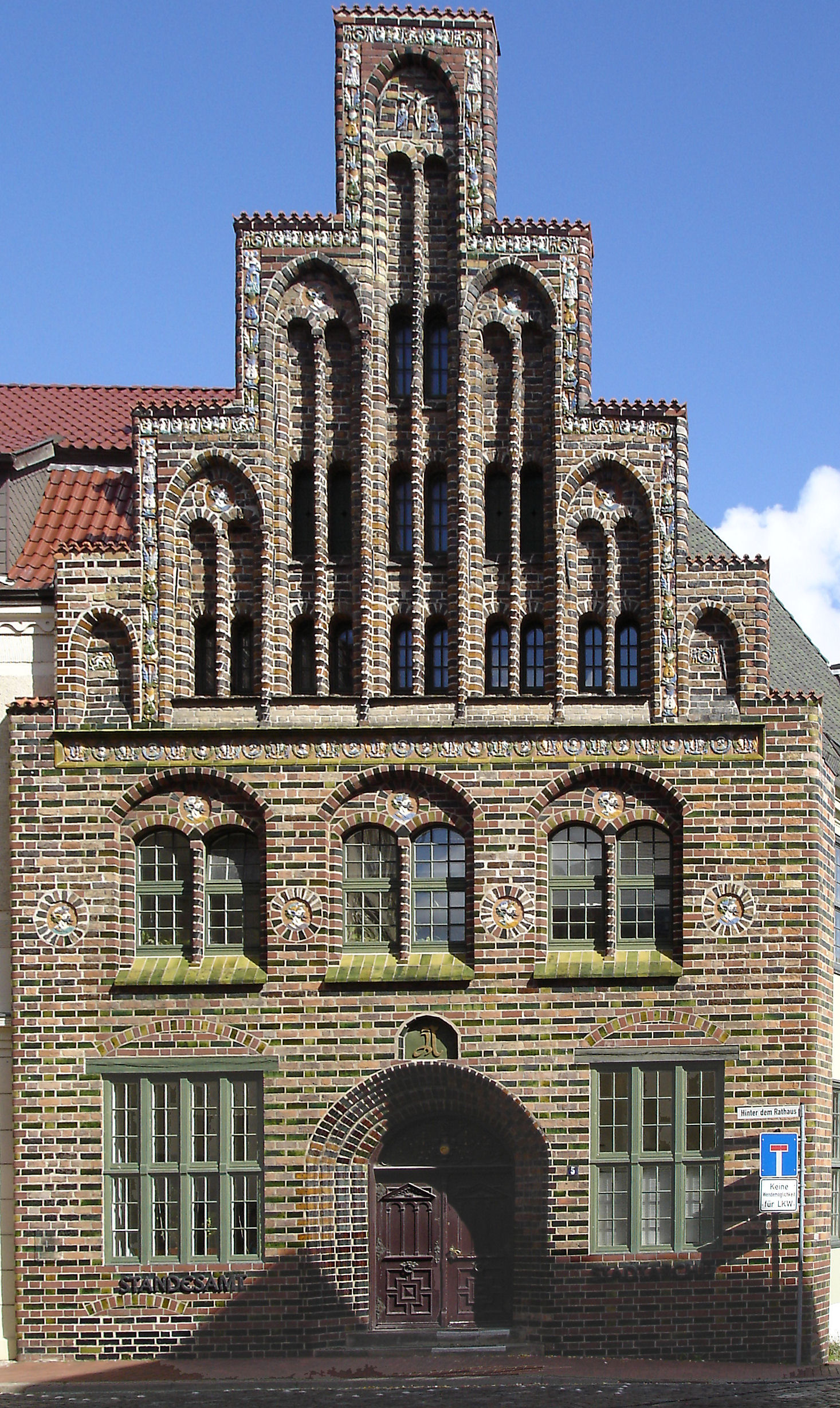
Das Kerkhoffhaus.

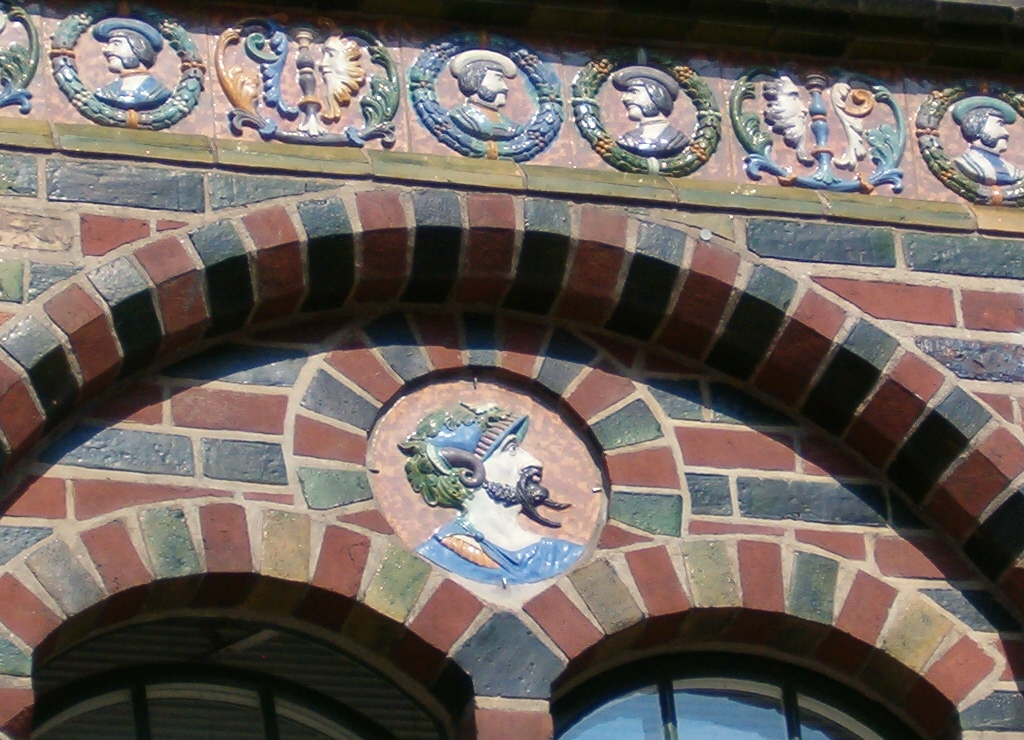
Renaissance-Schmuckelemente an der Fassade.

Das Kerkhoffhaus ist ein Patrizierhaus aus dem 15. Jahrhundert in der Hansestadt Rostock. Es befindet sich hinter dem Rathaus und wird heute als Standesamt und Archiv  genutzt.

## Die Familie Kerkhoff
Der Rostocker Ratsherr Bartold Kerkhof (Kirchhof) ließ das Haus um 1470 errichten. Er, seine Vorfahren und viele seiner engeren Verwandten bestimmten lange Zeit u. a. als Ratsherren und Bürgermeister von Rostock das politische Geschehen der Stadt. Kerkhoff musste am 27. März 1487 während der Rostocker Domfehde (1487–1491) wegen seiner Parteinahme für die Landesfürsten – diese lagen mit der Stadt Rostock im Streit – aus der Stadt fliehen und sich unter fürstlichen Schutz stellen. Nachdem ihm ein Galgen an die Haustür gemalt worden war, musste er in Rostock um sein Leben fürchten. In einem Vergleich mit dem Rat der Stadt Rostock wurde den zu den Landesfürsten geflohenen Ratsherren  1488 aber ihr Vermögen und der Verbleib der Familien in der Stadt zugesichert. Nach einer handschriftlichen Nachricht lebte Bartolt Kerkhoff noch bis nach 1510. Der hier erwähnte Bartold Kerkhoff war allerdings nicht der einzige Bartold in der Familiengeschichte. Bereits 1390 wird in Geschichtsbüchern ein erster Bartold K. erwähnt, von 1525 bis 1540 saß ein weiterer Bartold K. als Ratsherr im Rat der Stadt, und ein zuletzt erwähnter Bartold K. starb im Jahre 1588.
Das Kerkhoff’sche Wappen bestand aus einem Mond mit einem Stern darunter. Das Geschlecht Kerkhoff nannte sich im 16. Jahrhundert Kirchow, Kirchhoff und in Gelehrtenkreisen Kirchovius. Es starb mit dem Tod von Joachim Kerkhoff 1605 aus.

## Das Haus
Die heute vorhandene Hausfront mit reichen Verzierungen aus Terrakotta wurde erst nach dem Tod Bartold Kerkhoffs in der ersten Hälfte des 16. Jahrhunderts im Renaissancestil errichtet. An dem fünftreppigen Giebel sind Schmuckelemente aus farbigen Kacheln angebracht. Diese stellen eine Kreuzigungsszene dar und zeigen andere kriegerische, archaische und allegorische Darstellungen. Im 18. und 19. Jahrhundert wurde, dem Zeitgeist entsprechend, das Haus verputzt und klassizistisch gestaltet.
Das Haus wurde 1902 von der Stadt gekauft, um es bei der Errichtung des Stadthauses in den komplexen Rathausumbau miteinzubeziehen. In das Kerkhoffhaus zogen das Stadtarchiv und das Standesamt. Der ursprüngliche Giebel wurde dabei wieder freigelegt. Die Terrakottaarbeiten mussten dabei abgenommen werden und wurden teilweise originalgetreu erneuert. Im Innern des Hauses erfolgten umfangreiche Veränderungen im Jugendstil. Der Umbau wurde 1907 abgeschlossen. Eine erneute Renovierung erfolgte 1992–1994.